# Campeonato Mundial de Handebol Feminino de 2019
O Campeonato Mundial de Handebol Feminino de 2019 foi a 24ª edição do evento organizado pela Federação Internacional de Handebol (IHF), realizado no Japão entre os dias 30 de novembro e 15 de dezembro de 2019.
A Holanda conquistou o seu primeiro título após derrotar a Espanha na final.

## Sedes
Os ginásios da região de Kumamoto foram escolhidos para sediar o evento.
| Higashi-ku                                     | Higashi-ku                                     | Minami-ku                                      | Minami-ku                                       | Nishi-ku                                         | Nishi-ku                                         |
| Park Dome Kumamoto Capacidade: 10 000          | Park Dome Kumamoto Capacidade: 10 000          | Aqua Dome Kumamoto Capacidade: 6 400           | Aqua Dome Kumamoto Capacidade: 6 400            | Kumamoto Prefectural Gymnasium Capacidade: 3 400 | Kumamoto Prefectural Gymnasium Capacidade: 3 400 |
|                                                |                                                |                                                |                                                 |                                                  |                                                  |
| Yatsushiro                                     | Yatsushiro                                     | Yatsushiro                                     | Yamaga                                          | Yamaga                                           | Yamaga                                           |
| Yatsushiro General Gymnasium Capacidade: 2 500 | Yatsushiro General Gymnasium Capacidade: 2 500 | Yatsushiro General Gymnasium Capacidade: 2 500 | Yamaga City Overall Gymnasium Capacidade: 2 100 | Yamaga City Overall Gymnasium Capacidade: 2 100  | Yamaga City Overall Gymnasium Capacidade: 2 100  |
|                                                |                                                |                                                |                                                 |                                                  |                                                  |

## Qualificação
| Competição                                      | Datas                                       | Sede             | Vagas | Qualificados                                                                                  |
| ----------------------------------------------- | ------------------------------------------- | ---------------- | ----- | --------------------------------------------------------------------------------------------- |
| País sede                                       | 28 de outubro de 2013                       | Doha             | 1     | Japão                                                                                         |
| Campeonato Mundial de 2017                      | 1–17 de dezembro de 2017                    | Alemanha         | 1     | França                                                                                        |
| Campeonato Sul e Centro-Americano de 2018       | 29 de novembro – 4 de dezembro de 2018      | Maceió           | 2     | Argentina · Brasil                                                                            |
| Campeonato Europeu de 2018                      | 29 de novembro – 16 de dezembro de 2018     | França           | 3     | Países Baixos · Romênia · Rússia                                                              |
| Campeonato Asiático de 2018                     | 30 de novembro – 9 de dezembro de 2018      | Japão            | 4[1]  | Austrália · China · Cazaquistão · Coreia do Sul                                               |
| Campeonato Africano de 2018                     | 2–12 de dezembro de 2018                    | Brazzaville      | 3     | Angola · Predefinição:Country data DRC R.D. do Congo · Senegal                                |
| Campeonato da América do Norte e Caribe de 2019 | 28 de maio – 2 de junho de 2019             | Cidade do México | 1     | Cuba                                                                                          |
| Qualificatória europeia                         | 23 de novembro de 2018 – 6 de junho de 2019 | Vários           | 9     | Dinamarca · Alemanha · Hungria · Montenegro · Noruega · Sérvia · Eslovênia · Espanha · Suécia |

## Sorteio
O sorteio foi realizado em 21 de junho de 2019 em Tóquio, no Japão.
Como organizador, o Japão teve direito de escolher o seu grupo.
| Pote 1                                      | Pote 2                                   | Pote 3                                   | Pote 4                                        | Pote 5                                  | Pote 6                                                            |
| ------------------------------------------- | ---------------------------------------- | ---------------------------------------- | --------------------------------------------- | --------------------------------------- | ----------------------------------------------------------------- |
| - França - Rússia - Países Baixos - Romênia | - Noruega - Suécia - Hungria - Dinamarca | - Montenegro - Japão - Alemanha - Sérvia | - Espanha - Eslovênia - Coreia do Sul - China | - Brasil - Angola - Senegal - Argentina | - Cazaquistão - Cuba - República Democrática do Congo - Austrália |

## Árbitros
17 pares de árbitros foram selecionados.
| Árbitros  | Árbitros                                |
| --------- | --------------------------------------- |
| Argélia   | Yousef Belkhiri Sid Ali Hamidi          |
| Argentina | María Paolantoni Mariana García         |
| China     | Cheng Yufeng Zhou Yunlei                |
| Croácia   | Davor Lončar Zoran Lončar               |
| Dinamarca | Karina Christiansen Line Hansen         |
| Egito     | Yasmina El-Saied Heidy El-Saied         |
| França    | Charlotte Bonaventura Julie Bonaventura |
| Alemanha  | Maike Merz Tanja Schilha                |
| Japão     | Koyoshi Hizaki Tomokazu Ikebuchi        |

| Árbitros      | Árbitros                            |
| ------------- | ----------------------------------- |
| Roménia       | Cristina Năstase Simona Stancu      |
| Rússia        | Viktoria Alpaidze Tatiana Berezkina |
| Eslovênia     | Bojan Lah David Sok                 |
| Sérvia        | Vanja Antić Jelena Jakovljević      |
| Coreia do Sul | Koo Bon-ok Lee Se-ok                |
| Espanha       | Ignacio García Andreu Marín         |
| Tunísia       | Samir Krichen Samir Makhlouf        |
| Uruguai       | Mathias Sosa Cristian Lemes         |

## Fase preliminar
|  | Qualificadas para a Segunda Fase        |
|  | Disputam os jogos da Copa do Presidente |

Critérios de desempate: 1) pontos; 2) confronto direto; 3) diferença de gols no confronto direto; 4) número de gols feitos no confronto direto; 5) diferença de gols.

### Grupo A
| Pos | Equipe        | Pts | J | V | E | D | GP  | GC  | SG   |
| --- | ------------- | --- | - | - | - | - | --- | --- | ---- |
| 1   | Países Baixos | 8   | 5 | 4 | 0 | 1 | 178 | 134 | +44  |
| 2   | Noruega       | 8   | 5 | 4 | 0 | 1 | 169 | 115 | +54  |
| 3   | Sérvia        | 6   | 5 | 3 | 0 | 2 | 155 | 143 | +12  |
| 4   | Angola        | 4   | 5 | 2 | 0 | 3 | 150 | 151 | −1   |
| 5   | Eslovênia     | 4   | 5 | 2 | 0 | 3 | 142 | 150 | −8   |
| 6   | Cuba          | 0   | 5 | 0 | 0 | 5 | 122 | 223 | −101 |

| 30 de novembro de 2019 | Sérvia    | 32–25     | Angola   | Aqua Dome Kumamoto, Minami-ku Público: 3,605 Árbitros: García, Paolantoni |
| 30 de novembro de 2019 | Nikolić 7 | (16–12)   | Guialo 5 | Aqua Dome Kumamoto, Minami-ku Público: 3,605 Árbitros: García, Paolantoni |
| 30 de novembro de 2019 | 4× 2×     | Relatório | 4× 1×    | Aqua Dome Kumamoto, Minami-ku Público: 3,605 Árbitros: García, Paolantoni |

| 30 de novembro de 2019 | Países Baixos     | 26–32     | Eslovênia | Aqua Dome Kumamoto, Minami-ku Público: 2,864 Árbitros: Krichen, Makhlouf |
| 30 de novembro de 2019 | Abbingh, Polman 5 | (14–15)   | Stanko 12 | Aqua Dome Kumamoto, Minami-ku Público: 2,864 Árbitros: Krichen, Makhlouf |
| 30 de novembro de 2019 | 3× 1×             | Relatório | 4× 1×     | Aqua Dome Kumamoto, Minami-ku Público: 2,864 Árbitros: Krichen, Makhlouf |

| 30 de novembro de 2019 | Noruega        | 47–16     | Cuba               | Aqua Dome Kumamoto, Minami-ku Público: 1,871 Árbitros: El-Saied, El-Saied |
| 30 de novembro de 2019 | Herrem, Løke 8 | (25–9)    | Céspedes, Lusson 3 | Aqua Dome Kumamoto, Minami-ku Público: 1,871 Árbitros: El-Saied, El-Saied |
| 30 de novembro de 2019 | 3×             | Relatório | 1×                 | Aqua Dome Kumamoto, Minami-ku Público: 1,871 Árbitros: El-Saied, El-Saied |

| 2 de dezembro de 2019 | Cuba   | 27–46     | Sérvia           | Aqua Dome Kumamoto, Minami-ku Público: 5,570 Árbitros: Krichen, Makhlouf |
| 2 de dezembro de 2019 | Rizo 6 | (11–25)   | três jogadoras 6 | Aqua Dome Kumamoto, Minami-ku Público: 5,570 Árbitros: Krichen, Makhlouf |
| 2 de dezembro de 2019 | 5×     | Relatório | 4× 1×            | Aqua Dome Kumamoto, Minami-ku Público: 5,570 Árbitros: Krichen, Makhlouf |

| 2 de dezembro de 2019 | Angola   | 28–35     | Países Baixos | Aqua Dome Kumamoto, Minami-ku Público: 4,690 Árbitros: Belkhiri, Hamidi |
| 2 de dezembro de 2019 | Carlos 9 | (12–17)   | Abbingh 11    | Aqua Dome Kumamoto, Minami-ku Público: 4,690 Árbitros: Belkhiri, Hamidi |
| 2 de dezembro de 2019 | 5× 1×    | Relatório | 5× 2×         | Aqua Dome Kumamoto, Minami-ku Público: 4,690 Árbitros: Belkhiri, Hamidi |

| 2 de dezembro de 2019 | Eslovênia | 20–36     | Noruega            | Aqua Dome Kumamoto, Minami-ku Público: 1,680 Árbitros: Bonaventura, Bonaventura |
| 2 de dezembro de 2019 | Gros 9    | (12–13)   | Røsberg Jacobsen 8 | Aqua Dome Kumamoto, Minami-ku Público: 1,680 Árbitros: Bonaventura, Bonaventura |
| 2 de dezembro de 2019 | 3×        | Relatório | 3×                 | Aqua Dome Kumamoto, Minami-ku Público: 1,680 Árbitros: Bonaventura, Bonaventura |

| 3 de dezembro de 2019 | Países Baixos | 51–23     | Cuba       | Aqua Dome Kumamoto, Minami-ku Público: 5,060 Árbitros: García, Paolantoni |
| 3 de dezembro de 2019 | Malestein 11  | (22–11)   | Céspedes 4 | Aqua Dome Kumamoto, Minami-ku Público: 5,060 Árbitros: García, Paolantoni |
| 3 de dezembro de 2019 | 5× 1×         | Relatório | 6×         | Aqua Dome Kumamoto, Minami-ku Público: 5,060 Árbitros: García, Paolantoni |

| 3 de dezembro de 2019 | Eslovênia | 24–33     | Angola            | Aqua Dome Kumamoto, Minami-ku Público: 2,280 Árbitros: Koo, Lee |
| 3 de dezembro de 2019 | Stanko 9  | (12–16)   | Carlos, Kassoma 6 | Aqua Dome Kumamoto, Minami-ku Público: 2,280 Árbitros: Koo, Lee |
| 3 de dezembro de 2019 | 3× 2×     | Relatório | 5×                | Aqua Dome Kumamoto, Minami-ku Público: 2,280 Árbitros: Koo, Lee |

| 3 de dezembro de 2019 | Noruega                 | 28–25     | Sérvia     | Aqua Dome Kumamoto, Minami-ku Público: 1,970 Árbitros: Kuttler, Merz |
| 3 de dezembro de 2019 | Hegh Arntzen, Oftedal 7 | (13–12)   | Liščević 6 | Aqua Dome Kumamoto, Minami-ku Público: 1,970 Árbitros: Kuttler, Merz |
| 3 de dezembro de 2019 | 4× 3×                   | Relatório | 8× 1×      | Aqua Dome Kumamoto, Minami-ku Público: 1,970 Árbitros: Kuttler, Merz |

| 5 de dezembro de 2019 | Cuba   | 26–39     | Eslovênia | Aqua Dome Kumamoto, Minami-ku Público: 5,520 Árbitros: Năstase, Stancu |
| 5 de dezembro de 2019 | Rizo 7 | (15–17)   | Stanko 11 | Aqua Dome Kumamoto, Minami-ku Público: 5,520 Árbitros: Năstase, Stancu |
| 5 de dezembro de 2019 | 2×     | Relatório | 5× 3×     | Aqua Dome Kumamoto, Minami-ku Público: 5,520 Árbitros: Năstase, Stancu |

| 5 de dezembro de 2019 | Sérvia           | 23–36     | Países Baixos | Aqua Dome Kumamoto, Minami-ku Público: 2,460 Árbitros: Bonaventura, Bonaventura |
| 5 de dezembro de 2019 | três jogadoras 6 | (12–20)   | Polman 8      | Aqua Dome Kumamoto, Minami-ku Público: 2,460 Árbitros: Bonaventura, Bonaventura |
| 5 de dezembro de 2019 | 4×               | Relatório | 4× 2×         | Aqua Dome Kumamoto, Minami-ku Público: 2,460 Árbitros: Bonaventura, Bonaventura |

| 5 de dezembro de 2019 | Noruega        | 30–24     | Angola   | Aqua Dome Kumamoto, Minami-ku Público: 1,870 Árbitros: García, Paolantoni |
| 5 de dezembro de 2019 | Hegh Arntzen 6 | (13–12)   | Carlos 6 | Aqua Dome Kumamoto, Minami-ku Público: 1,870 Árbitros: García, Paolantoni |
| 5 de dezembro de 2019 | 2× 3×          | Relatório | 5× 1×    | Aqua Dome Kumamoto, Minami-ku Público: 1,870 Árbitros: García, Paolantoni |

| 6 de dezembro de 2019 | Sérvia      | 29–27     | Eslovênia | Aqua Dome Kumamoto, Minami-ku Público: 4,680 Árbitros: Makhlouf, Krichen |
| 6 de dezembro de 2019 | Pop-Lazić 8 | (12–11)   | Stanko 10 | Aqua Dome Kumamoto, Minami-ku Público: 4,680 Árbitros: Makhlouf, Krichen |
| 6 de dezembro de 2019 | 4× 1×       | Relatório | 2×        | Aqua Dome Kumamoto, Minami-ku Público: 4,680 Árbitros: Makhlouf, Krichen |

| 6 de dezembro de 2019 | Angola   | 40–30     | Cuba     | Aqua Dome Kumamoto, Minami-ku Público: 2,680 Árbitros: Belkhiri, Hamidi |
| 6 de dezembro de 2019 | Guialo 7 | (20–16)   | Lusson 7 | Aqua Dome Kumamoto, Minami-ku Público: 2,680 Árbitros: Belkhiri, Hamidi |
| 6 de dezembro de 2019 | 6×       | Relatório | 6× 1×    | Aqua Dome Kumamoto, Minami-ku Público: 2,680 Árbitros: Belkhiri, Hamidi |

| 6 de dezembro de 2019 | Países Baixos | 30–28     | Noruega   | Aqua Dome Kumamoto, Minami-ku Público: 3,380 Árbitros: García, Marín |
| 6 de dezembro de 2019 | Abbingh 6     | (14–18)   | Oftedal 9 | Aqua Dome Kumamoto, Minami-ku Público: 3,380 Árbitros: García, Marín |
| 6 de dezembro de 2019 | 1× 2×         | Relatório | 2×        | Aqua Dome Kumamoto, Minami-ku Público: 3,380 Árbitros: García, Marín |

### Grupo B
| Pos | Equipe        | Pts | J | V | E | D | GP  | GC  | SG   |
| --- | ------------- | --- | - | - | - | - | --- | --- | ---- |
| 1   | Coreia do Sul | 8   | 5 | 3 | 2 | 0 | 149 | 124 | +25  |
| 2   | Alemanha      | 7   | 5 | 3 | 1 | 1 | 142 | 111 | +31  |
| 3   | Dinamarca     | 7   | 5 | 3 | 1 | 1 | 132 | 100 | +32  |
| 4   | França        | 5   | 5 | 2 | 1 | 2 | 137 | 100 | +37  |
| 5   | Brasil        | 3   | 5 | 1 | 1 | 3 | 119 | 115 | +4   |
| 6   | Austrália     | 0   | 5 | 0 | 0 | 5 | 53  | 182 | −129 |

| 30 de novembro de 2019 | Alemanha | 30–24     | Brasil       | Yamaga City Overall Gymnasium, Yamaga Público: 1,300 Árbitros: García, Marín |
| 30 de novembro de 2019 | Behnke 6 | (14–11)   | Nascimento 5 | Yamaga City Overall Gymnasium, Yamaga Público: 1,300 Árbitros: García, Marín |
| 30 de novembro de 2019 | 4× 1×    | Relatório | 1×           | Yamaga City Overall Gymnasium, Yamaga Público: 1,300 Árbitros: García, Marín |

| 30 de novembro de 2019 | França  | 27–29     | Coreia do Sul | Yamaga City Overall Gymnasium, Yamaga Público: 1,450 Árbitros: Sosa, Lemes |
| 30 de novembro de 2019 | Zaadi 5 | (13–12)   | Ryu 12        | Yamaga City Overall Gymnasium, Yamaga Público: 1,450 Árbitros: Sosa, Lemes |
| 30 de novembro de 2019 | 5× 2×   | Relatório | 2× 1×         | Yamaga City Overall Gymnasium, Yamaga Público: 1,450 Árbitros: Sosa, Lemes |

| 30 de novembro de 2019 | Dinamarca    | 37–12     | Austrália | Kumamoto Prefectural Gymnasium, Nishi-ku Público: 1,400 Árbitros: Cheng, Zhou |
| 30 de novembro de 2019 | Østergaard 6 | (17–4)    | Potocki 4 | Kumamoto Prefectural Gymnasium, Nishi-ku Público: 1,400 Árbitros: Cheng, Zhou |
| 30 de novembro de 2019 | 2×           | Relatório | 8×        | Kumamoto Prefectural Gymnasium, Nishi-ku Público: 1,400 Árbitros: Cheng, Zhou |

| 1 de dezembro de 2019 | Brasil         | 19–19     | França           | Yamaga City Overall Gymnasium, Yamaga Público: 1,580 Árbitros: Lah, Sok |
| 1 de dezembro de 2019 | four players 3 | (7–10)    | três jogadoras 3 | Yamaga City Overall Gymnasium, Yamaga Público: 1,580 Árbitros: Lah, Sok |
| 1 de dezembro de 2019 | 3×             | Relatório | 5× 2× 1×         | Yamaga City Overall Gymnasium, Yamaga Público: 1,580 Árbitros: Lah, Sok |

| 1 de dezembro de 2019 | Austrália | 8–34      | Alemanha    | Yamaga City Overall Gymnasium, Yamaga Público: 1,450 Árbitros: Hizaki, Ikebuchi |
| 1 de dezembro de 2019 | Potocki 3 | (4–16)    | Lauenroth 6 | Yamaga City Overall Gymnasium, Yamaga Público: 1,450 Árbitros: Hizaki, Ikebuchi |
| 1 de dezembro de 2019 | 2×        | Relatório | 6× 1×       | Yamaga City Overall Gymnasium, Yamaga Público: 1,450 Árbitros: Hizaki, Ikebuchi |

| 1 de dezembro de 2019 | Coreia do Sul | 26–26     | Dinamarca | Kumamoto Prefectural Gymnasium, Nishi-ku Público: 1,380 Árbitros: Alpaidze, Berezkina |
| 1 de dezembro de 2019 | Ryu 9         | (13–10)   | Højlund 4 | Kumamoto Prefectural Gymnasium, Nishi-ku Público: 1,380 Árbitros: Alpaidze, Berezkina |
| 1 de dezembro de 2019 | 5× 1×         | Relatório | 6× 1×     | Kumamoto Prefectural Gymnasium, Nishi-ku Público: 1,380 Árbitros: Alpaidze, Berezkina |

| 3 de dezembro de 2019 | Coreia do Sul | 33–27     | Brasil   | Yamaga City Overall Gymnasium, Yamaga Público: 1,750 Árbitros: Hamidi, Belkhiri |
| 3 de dezembro de 2019 | Ryu, Shin 8   | (16–14)   | Amorim 9 | Yamaga City Overall Gymnasium, Yamaga Público: 1,750 Árbitros: Hamidi, Belkhiri |
| 3 de dezembro de 2019 | 6× 2×         | Relatório | 3× 2×    | Yamaga City Overall Gymnasium, Yamaga Público: 1,750 Árbitros: Hamidi, Belkhiri |

| 3 de dezembro de 2019 | França     | 46–7      | Austrália | Yamaga City Overall Gymnasium, Yamaga Público: 1,540 Árbitros: El-Saied, El-Saied |
| 3 de dezembro de 2019 | Coatanea 7 | (21–3)    | Potocki 4 | Yamaga City Overall Gymnasium, Yamaga Público: 1,540 Árbitros: El-Saied, El-Saied |
| 3 de dezembro de 2019 | 2× 1×      | Relatório | 6× 1×     | Yamaga City Overall Gymnasium, Yamaga Público: 1,540 Árbitros: El-Saied, El-Saied |

| 3 de dezembro de 2019 | Dinamarca      | 25–26     | Alemanha | Kumamoto Prefectural Gymnasium, Nishi-ku Público: 1,000 Árbitros: Sosa, Lemes |
| 3 de dezembro de 2019 | K. Jørgensen 5 | (11–13)   | Behnke 7 | Kumamoto Prefectural Gymnasium, Nishi-ku Público: 1,000 Árbitros: Sosa, Lemes |
| 3 de dezembro de 2019 | 2× 1×          | Relatório | 5× 2×    | Kumamoto Prefectural Gymnasium, Nishi-ku Público: 1,000 Árbitros: Sosa, Lemes |

| 4 de dezembro de 2019 | Austrália  | 17–34     | Coreia do Sul | Yamaga City Overall Gymnasium, Yamaga Público: 1,590 Árbitros: Lončar, Lončar |
| 4 de dezembro de 2019 | Potocki 10 | (10–18)   | Lee 5         | Yamaga City Overall Gymnasium, Yamaga Público: 1,590 Árbitros: Lončar, Lončar |
| 4 de dezembro de 2019 | 6× 1×      | Relatório | 3×            | Yamaga City Overall Gymnasium, Yamaga Público: 1,590 Árbitros: Lončar, Lončar |

| 4 de dezembro de 2019 | Alemanha | 25–27     | França  | Yamaga City Overall Gymnasium, Yamaga Público: 1,950 Árbitros: García, Marín |
| 4 de dezembro de 2019 | Bölk 8   | (12–14)   | Zaadi 4 | Yamaga City Overall Gymnasium, Yamaga Público: 1,950 Árbitros: García, Marín |
| 4 de dezembro de 2019 | 1× 2×    | Relatório | 2× 1×   | Yamaga City Overall Gymnasium, Yamaga Público: 1,950 Árbitros: García, Marín |

| 4 de dezembro de 2019 | Dinamarca      | 24–18     | Brasil   | Kumamoto Prefectural Gymnasium, Nishi-ku Público: 1,100 Árbitros: García, Paolantoni |
| 4 de dezembro de 2019 | S. Jørgensen 6 | (11–9)    | Vieira 5 | Kumamoto Prefectural Gymnasium, Nishi-ku Público: 1,100 Árbitros: García, Paolantoni |
| 4 de dezembro de 2019 | 3× 1×          | Relatório | 5×       | Kumamoto Prefectural Gymnasium, Nishi-ku Público: 1,100 Árbitros: García, Paolantoni |

| 6 de dezembro de 2019 | Brasil | 31–9      | Austrália | Yamaga City Overall Gymnasium, Yamaga Público: 1,490 Árbitros: Cheng, Zhou |
| 6 de dezembro de 2019 | Belo 5 | (15–5)    | Potocki 7 | Yamaga City Overall Gymnasium, Yamaga Público: 1,490 Árbitros: Cheng, Zhou |
| 6 de dezembro de 2019 | 7× 1×  | Relatório | 2×        | Yamaga City Overall Gymnasium, Yamaga Público: 1,490 Árbitros: Cheng, Zhou |

| 6 de dezembro de 2019 | Alemanha | 27–27     | Coreia do Sul | Yamaga City Overall Gymnasium, Yamaga Público: 2,100 Árbitros: Alpaidze, Berezkina |
| 6 de dezembro de 2019 | Behnke 7 | (15–14)   | Ryu 10        | Yamaga City Overall Gymnasium, Yamaga Público: 2,100 Árbitros: Alpaidze, Berezkina |
| 6 de dezembro de 2019 | 6× 2×    | Relatório | 2×            | Yamaga City Overall Gymnasium, Yamaga Público: 2,100 Árbitros: Alpaidze, Berezkina |

| 6 de dezembro de 2019 | França      | 18–20     | Dinamarca      | Kumamoto Prefectural Gymnasium, Nishi-ku Público: 1,600 Árbitros: Lah, Sok |
| 6 de dezembro de 2019 | Lacrabère 6 | (7–9)     | S. Jørgensen 7 | Kumamoto Prefectural Gymnasium, Nishi-ku Público: 1,600 Árbitros: Lah, Sok |
| 6 de dezembro de 2019 | 4× 3×       | Relatório | 6×             | Kumamoto Prefectural Gymnasium, Nishi-ku Público: 1,600 Árbitros: Lah, Sok |

### Grupo C
| Pos | Equipe      | Pts | J | V | E | D | GP  | GC  | SG  |
| --- | ----------- | --- | - | - | - | - | --- | --- | --- |
| 1   | Espanha     | 10  | 5 | 5 | 0 | 0 | 159 | 103 | +56 |
| 2   | Montenegro  | 8   | 5 | 4 | 0 | 1 | 137 | 123 | +14 |
| 3   | Romênia     | 6   | 5 | 3 | 0 | 2 | 121 | 129 | −8  |
| 4   | Hungria     | 4   | 5 | 2 | 0 | 3 | 145 | 117 | +28 |
| 5   | Senegal     | 2   | 5 | 1 | 0 | 4 | 119 | 137 | −18 |
| 6   | Cazaquistão | 0   | 5 | 0 | 0 | 5 | 92  | 164 | −72 |

| 30 de novembro de 2019 | Montenegro | 29–25     | Senegal           | Yatsushiro General Gymnasium, Yatsushiro Público: 1,900 Árbitros: Kuttler, Merz |
| 30 de novembro de 2019 | Jauković 7 | (14–15)   | Keïta, Sankharé 5 | Yatsushiro General Gymnasium, Yatsushiro Público: 1,900 Árbitros: Kuttler, Merz |
| 30 de novembro de 2019 | 5× 3×      | Relatório | 2× 1×             | Yatsushiro General Gymnasium, Yatsushiro Público: 1,900 Árbitros: Kuttler, Merz |

| 30 de novembro de 2019 | Romênia | 16–31     | Espanha             | Kumamoto Prefectural Gymnasium, Nishi-ku Público: 1,300 Árbitros: Bonaventura, Bonaventura |
| 30 de novembro de 2019 | Neagu 6 | (9–16)    | Cabral, Fernández 6 | Kumamoto Prefectural Gymnasium, Nishi-ku Público: 1,300 Árbitros: Bonaventura, Bonaventura |
| 30 de novembro de 2019 | 7× 2×   | Relatório | 5× 1×               | Kumamoto Prefectural Gymnasium, Nishi-ku Público: 1,300 Árbitros: Bonaventura, Bonaventura |

| 30 de novembro de 2019 | Hungria           | 39–15     | Cazaquistão | Yatsushiro General Gymnasium, Yatsushiro Público: 1,800 Árbitros: Hizaki, Ikebuchi |
| 30 de novembro de 2019 | Márton, Schatzl 7 | (22–8)    | Abilda 5    | Yatsushiro General Gymnasium, Yatsushiro Público: 1,800 Árbitros: Hizaki, Ikebuchi |
| 30 de novembro de 2019 | 1×                | Relatório |             | Yatsushiro General Gymnasium, Yatsushiro Público: 1,800 Árbitros: Hizaki, Ikebuchi |

| 1 de dezembro de 2019 | Cazaquistão   | 21–30     | Montenegro  | Yatsushiro General Gymnasium, Yatsushiro Público: 1,910 Árbitros: El-Saied, El-Saied |
| 1 de dezembro de 2019 | Alexandrova 5 | (11–13)   | Radičević 9 | Yatsushiro General Gymnasium, Yatsushiro Público: 1,910 Árbitros: El-Saied, El-Saied |
| 1 de dezembro de 2019 | 3×            | Relatório | 5× 1×       | Yatsushiro General Gymnasium, Yatsushiro Público: 1,910 Árbitros: El-Saied, El-Saied |

| 1 de dezembro de 2019 | Espanha  | 29–25     | Hungria  | Kumamoto Prefectural Gymnasium, Nishi-ku Público: 1,600 Árbitros: Christiansen, Hansen |
| 1 de dezembro de 2019 | Cabral 7 | (18–13)   | Tóvizi 5 | Kumamoto Prefectural Gymnasium, Nishi-ku Público: 1,600 Árbitros: Christiansen, Hansen |
| 1 de dezembro de 2019 | 4× 1×    | Relatório | 5× 1×    | Kumamoto Prefectural Gymnasium, Nishi-ku Público: 1,600 Árbitros: Christiansen, Hansen |

| 1 de dezembro de 2019 | Senegal          | 24–29     | Romênia  | Yatsushiro General Gymnasium, Yatsushiro Público: 1,850 Árbitros: Koo, Lee |
| 1 de dezembro de 2019 | três jogadoras 6 | (12–15)   | Neagu 13 | Yatsushiro General Gymnasium, Yatsushiro Público: 1,850 Árbitros: Koo, Lee |
| 1 de dezembro de 2019 | 3× 2×            | Relatório | 7× 4×    | Yatsushiro General Gymnasium, Yatsushiro Público: 1,850 Árbitros: Koo, Lee |

| 3 de dezembro de 2019 | Hungria   | 24–25     | Montenegro  | Kumamoto Prefectural Gymnasium, Nishi-ku Público: 1,600 Árbitros: García, Marín |
| 3 de dezembro de 2019 | Schatzl 7 | (12–13)   | Radičević 8 | Kumamoto Prefectural Gymnasium, Nishi-ku Público: 1,600 Árbitros: García, Marín |
| 3 de dezembro de 2019 | 2×        | Relatório | 7× 1×       | Kumamoto Prefectural Gymnasium, Nishi-ku Público: 1,600 Árbitros: García, Marín |

| 3 de dezembro de 2019 | Espanha  | 29–20     | Senegal  | Yatsushiro General Gymnasium, Yatsushiro Público: 1,950 Árbitros: Lah, Sok |
| 3 de dezembro de 2019 | Cabral 8 | (14–13)   | Camara 6 | Yatsushiro General Gymnasium, Yatsushiro Público: 1,950 Árbitros: Lah, Sok |
| 3 de dezembro de 2019 | 5× 3×    | Relatório | 4×       | Yatsushiro General Gymnasium, Yatsushiro Público: 1,950 Árbitros: Lah, Sok |

| 3 de dezembro de 2019 | Romênia  | 22–20     | Cazaquistão | Yatsushiro General Gymnasium, Yatsushiro Público: 1,810 Árbitros: Cheng, Zhou |
| 3 de dezembro de 2019 | Pintea 5 | (14–11)   | Khardina 6  | Yatsushiro General Gymnasium, Yatsushiro Público: 1,810 Árbitros: Cheng, Zhou |
| 3 de dezembro de 2019 | 3× 1×    | Relatório | 1×          | Yatsushiro General Gymnasium, Yatsushiro Público: 1,810 Árbitros: Cheng, Zhou |

| 4 de dezembro de 2019 | Montenegro            | 27–26     | Romênia  | Kumamoto Prefectural Gymnasium, Nishi-ku Público: 1,700 Árbitros: Christiansen, Hansen |
| 4 de dezembro de 2019 | Radičević, Raičević 6 | (11–12)   | Neagu 11 | Kumamoto Prefectural Gymnasium, Nishi-ku Público: 1,700 Árbitros: Christiansen, Hansen |
| 4 de dezembro de 2019 | 7× 3× 1×              | Relatório | 7× 1×    | Kumamoto Prefectural Gymnasium, Nishi-ku Público: 1,700 Árbitros: Christiansen, Hansen |

| 4 de dezembro de 2019 | Cazaquistão          | 16–43     | Espanha     | Yatsushiro General Gymnasium, Yatsushiro Público: 2,000 Árbitros: El-Saied, El-Saied |
| 4 de dezembro de 2019 | Abilda, Rejemetova 3 | (11–19)   | M. López 10 | Yatsushiro General Gymnasium, Yatsushiro Público: 2,000 Árbitros: El-Saied, El-Saied |
| 4 de dezembro de 2019 | 5×                   | Relatório | 4×          | Yatsushiro General Gymnasium, Yatsushiro Público: 2,000 Árbitros: El-Saied, El-Saied |

| 4 de dezembro de 2019 | Hungria  | 30–20     | Senegal    | Yatsushiro General Gymnasium, Yatsushiro Público: 2,020 Árbitros: Alpaidze, Berezkina |
| 4 de dezembro de 2019 | Kovács 6 | (17–9)    | Sankharé 6 | Yatsushiro General Gymnasium, Yatsushiro Público: 2,020 Árbitros: Alpaidze, Berezkina |
| 4 de dezembro de 2019 | 2× 1×    | Relatório | 4× 1×      | Yatsushiro General Gymnasium, Yatsushiro Público: 2,020 Árbitros: Alpaidze, Berezkina |

| 6 de dezembro de 2019 | Senegal  | 30–20     | Cazaquistão | Kumamoto Prefectural Gymnasium, Nishi-ku Público: 1,700 Árbitros: Hizaki, Ikebuchi |
| 6 de dezembro de 2019 | Camara 8 | (15–7)    | Abilda 7    | Kumamoto Prefectural Gymnasium, Nishi-ku Público: 1,700 Árbitros: Hizaki, Ikebuchi |
| 6 de dezembro de 2019 | 3×       | Relatório | 6× 1×       | Kumamoto Prefectural Gymnasium, Nishi-ku Público: 1,700 Árbitros: Hizaki, Ikebuchi |

| 6 de dezembro de 2019 | Montenegro  | 26–27     | Espanha        | Yatsushiro General Gymnasium, Yatsushiro Público: 2,000 Árbitros: Bonaventura, Bonaventura |
| 6 de dezembro de 2019 | Radičević 7 | (14–14)   | Cabral, Pena 6 | Yatsushiro General Gymnasium, Yatsushiro Público: 2,000 Árbitros: Bonaventura, Bonaventura |
| 6 de dezembro de 2019 | 7×          | Relatório | 4× 2×          | Yatsushiro General Gymnasium, Yatsushiro Público: 2,000 Árbitros: Bonaventura, Bonaventura |

| 6 de dezembro de 2019 | Romênia  | 28–27     | Hungria            | Yatsushiro General Gymnasium, Yatsushiro Público: 2,500 Árbitros: Kuttler, Merz |
| 6 de dezembro de 2019 | Neagu 10 | (10–16)   | Kovacsics, Szabó 6 | Yatsushiro General Gymnasium, Yatsushiro Público: 2,500 Árbitros: Kuttler, Merz |
| 6 de dezembro de 2019 | 6× 2×    | Relatório | 5× 2×              | Yatsushiro General Gymnasium, Yatsushiro Público: 2,500 Árbitros: Kuttler, Merz |

### Grupo D
| Pos | Equipe                         | Pts | J | V | E | D | GP  | GC  | SG  |
| --- | ------------------------------ | --- | - | - | - | - | --- | --- | --- |
| 1   | Rússia                         | 10  | 5 | 5 | 0 | 0 | 158 | 91  | +67 |
| 2   | Suécia                         | 8   | 5 | 4 | 0 | 1 | 144 | 114 | +30 |
| 3   | Japão                          | 6   | 5 | 3 | 0 | 2 | 136 | 121 | +15 |
| 4   | Argentina                      | 4   | 5 | 2 | 0 | 3 | 124 | 133 | −9  |
| 5   | República Democrática do Congo | 2   | 5 | 1 | 0 | 4 | 86  | 137 | −51 |
| 6   | China                          | 0   | 5 | 0 | 0 | 5 | 100 | 152 | −52 |

| 30 de novembro de 2019 | Japão    | 24–20     | Argentina | Park Dome Kumamoto, Higashi-ku Público: 9,100 Árbitros: Năstase, Stancu |
| 30 de novembro de 2019 | Ohyama 5 | (14–10)   | Karsten 7 | Park Dome Kumamoto, Higashi-ku Público: 9,100 Árbitros: Năstase, Stancu |
| 30 de novembro de 2019 | 9× 2×    | Relatório | 4× 2×     | Park Dome Kumamoto, Higashi-ku Público: 9,100 Árbitros: Năstase, Stancu |

| 30 de novembro de 2019 | Rússia       | 26–11     | China  | Park Dome Kumamoto, Higashi-ku Público: 4,900 Árbitros: Lončar, Lončar |
| 30 de novembro de 2019 | Managarova 5 | (13–6)    | Chen 4 | Park Dome Kumamoto, Higashi-ku Público: 4,900 Árbitros: Lončar, Lončar |
| 30 de novembro de 2019 | 3×           | Relatório | 4×     | Park Dome Kumamoto, Higashi-ku Público: 4,900 Árbitros: Lončar, Lončar |

| 30 de novembro de 2019 | Suécia       | 26–16     | República Democrática do Congo | Park Dome Kumamoto, Higashi-ku Público: 2,230 Árbitros: Antić, Jakovljević |
| 30 de novembro de 2019 | Lagerquist 6 | (11–8)    | Mwasesa 6                      | Park Dome Kumamoto, Higashi-ku Público: 2,230 Árbitros: Antić, Jakovljević |
| 30 de novembro de 2019 | 2× 3×        | Relatório | 3× 1×                          | Park Dome Kumamoto, Higashi-ku Público: 2,230 Árbitros: Antić, Jakovljević |

| 2 de dezembro de 2019 | Argentina        | 22–35     | Rússia       | Park Dome Kumamoto, Higashi-ku Público: 6,628 Árbitros: Cheng, Zhou |
| 2 de dezembro de 2019 | três jogadoras 4 | (12–17)   | Gorshenina 5 | Park Dome Kumamoto, Higashi-ku Público: 6,628 Árbitros: Cheng, Zhou |
| 2 de dezembro de 2019 | 1× 3×            | Relatório | 7× 1×        | Park Dome Kumamoto, Higashi-ku Público: 6,628 Árbitros: Cheng, Zhou |

| 2 de dezembro de 2019 | República Democrática do Congo | 16–28     | Japão    | Park Dome Kumamoto, Higashi-ku Público: 4,476 Árbitros: Lončar, Lončar |
| 2 de dezembro de 2019 | Ngo 4                          | (9–17)    | Ohyama 6 | Park Dome Kumamoto, Higashi-ku Público: 4,476 Árbitros: Lončar, Lončar |
| 2 de dezembro de 2019 | 2× 1×                          | Relatório | 4×       | Park Dome Kumamoto, Higashi-ku Público: 4,476 Árbitros: Lončar, Lončar |

| 2 de dezembro de 2019 | China | 19–32     | Suécia           | Park Dome Kumamoto, Higashi-ku Público: 2,100 Árbitros: Stancu, Năstase |
| 2 de dezembro de 2019 | Jin 5 | (7–16)    | três jogadoras 4 | Park Dome Kumamoto, Higashi-ku Público: 2,100 Árbitros: Stancu, Năstase |
| 2 de dezembro de 2019 | 6× 1× | Relatório | 6× 2×            | Park Dome Kumamoto, Higashi-ku Público: 2,100 Árbitros: Stancu, Năstase |

| 3 de dezembro de 2019 | Rússia       | 34–13     | República Democrática do Congo | Park Dome Kumamoto, Higashi-ku Público: 6,765 Árbitros: Hizaki, Ikebuchi |
| 3 de dezembro de 2019 | Managarova 6 | (19–7)    | Mwasesa 5                      | Park Dome Kumamoto, Higashi-ku Público: 6,765 Árbitros: Hizaki, Ikebuchi |
| 3 de dezembro de 2019 | 4×           | Relatório | 5× 1×                          | Park Dome Kumamoto, Higashi-ku Público: 6,765 Árbitros: Hizaki, Ikebuchi |

| 3 de dezembro de 2019 | China  | 28–34     | Argentina  | Park Dome Kumamoto, Higashi-ku Público: 1,985 Árbitros: Antić, Jakovljević |
| 3 de dezembro de 2019 | Jin 10 | (13–18)   | Karsten 12 | Park Dome Kumamoto, Higashi-ku Público: 1,985 Árbitros: Antić, Jakovljević |
| 3 de dezembro de 2019 | 4×     | Relatório | 3× 1×      | Park Dome Kumamoto, Higashi-ku Público: 1,985 Árbitros: Antić, Jakovljević |

| 3 de dezembro de 2019 | Suécia  | 34–26     | Japão    | Park Dome Kumamoto, Higashi-ku Público: 6,375 Árbitros: Krichen, Makhlouf |
| 3 de dezembro de 2019 | Blohm 7 | (20–13)   | Tanabe 5 | Park Dome Kumamoto, Higashi-ku Público: 6,375 Árbitros: Krichen, Makhlouf |
| 3 de dezembro de 2019 | 4× 1×   | Relatório | 4×       | Park Dome Kumamoto, Higashi-ku Público: 6,375 Árbitros: Krichen, Makhlouf |

| 5 de dezembro de 2019 | República Democrática do Congo | 25–24     | China | Park Dome Kumamoto, Higashi-ku Público: 6,729 Árbitros: Kuttler, Merz |
| 5 de dezembro de 2019 | Mwasesa 12                     | (10–11)   | Jin 8 | Park Dome Kumamoto, Higashi-ku Público: 6,729 Árbitros: Kuttler, Merz |
| 5 de dezembro de 2019 | 6× 2× 1×                       | Relatório | 5× 1× | Park Dome Kumamoto, Higashi-ku Público: 6,729 Árbitros: Kuttler, Merz |

| 5 de dezembro de 2019 | Japão    | 23–33     | Rússia | Park Dome Kumamoto, Higashi-ku Público: 6,220 Árbitros: Antić, Jakovljević |
| 5 de dezembro de 2019 | Sasaki 7 | (16–16)   | Sen 8  | Park Dome Kumamoto, Higashi-ku Público: 6,220 Árbitros: Antić, Jakovljević |
| 5 de dezembro de 2019 | 2× 1×    | Relatório | 2× 1×  | Park Dome Kumamoto, Higashi-ku Público: 6,220 Árbitros: Antić, Jakovljević |

| 5 de dezembro de 2019 | Suécia    | 30–23     | Argentina | Park Dome Kumamoto, Higashi-ku Público: 2,442 Árbitros: Lončar, Lončar |
| 5 de dezembro de 2019 | Mässing 5 | (14–11)   | Mendoza 8 | Park Dome Kumamoto, Higashi-ku Público: 2,442 Árbitros: Lončar, Lončar |
| 5 de dezembro de 2019 | 5× 1×     | Relatório | 3× 2×     | Park Dome Kumamoto, Higashi-ku Público: 2,442 Árbitros: Lončar, Lončar |

| 6 de dezembro de 2019 | Japão     | 35–18     | China | Park Dome Kumamoto, Higashi-ku Público: 8,310 Árbitros: Sosa, Lemes |
| 6 de dezembro de 2019 | Akiyama 8 | (17–8)    | Sun 5 | Park Dome Kumamoto, Higashi-ku Público: 8,310 Árbitros: Sosa, Lemes |
| 6 de dezembro de 2019 | 2×        | Relatório | 5× 2× | Park Dome Kumamoto, Higashi-ku Público: 8,310 Árbitros: Sosa, Lemes |

| 6 de dezembro de 2019 | Argentina | 25–16     | República Democrática do Congo | Park Dome Kumamoto, Higashi-ku Público: 2,950 Árbitros: Christiansen, Hansen |
| 6 de dezembro de 2019 | Karsten 8 | (9–13)    | Mwasesa 5                      | Park Dome Kumamoto, Higashi-ku Público: 2,950 Árbitros: Christiansen, Hansen |
| 6 de dezembro de 2019 | 3× 2×     | Relatório | 5×                             | Park Dome Kumamoto, Higashi-ku Público: 2,950 Árbitros: Christiansen, Hansen |

| 6 de dezembro de 2019 | Rússia     | 30–22     | Suécia    | Park Dome Kumamoto, Higashi-ku Público: 3,826 Árbitros: Koo, Lee |
| 6 de dezembro de 2019 | Frolova 11 | (16–12)   | Gulldén 8 | Park Dome Kumamoto, Higashi-ku Público: 3,826 Árbitros: Koo, Lee |
| 6 de dezembro de 2019 | 8× 3×      | Relatório | 5×        | Park Dome Kumamoto, Higashi-ku Público: 3,826 Árbitros: Koo, Lee |

## President's Cup

### Disputa do 21º lugar
|  | Semifinais do 21º-24º lugar | Semifinais do 21º-24º lugar |               |    | 21º lugar | 21º lugar |
|  |                             |                             |               |    |           |           |
|  | 8 de dezembro               |                             |               |    |           |           |
|  |                             |                             |               |    |           |           |
|  | Cuba                        | 45                          |               |    |           |           |
|  | Cuba                        | 45                          | 9 de dezembro |    |           |           |
|  | Austrália                   | 25                          |               |    |           |           |
|  | Austrália                   | 25                          | Cuba (pen.)   | 33 |           |           |
|  | 8 de dezembro               |                             | Cuba (pen.)   | 33 |           |           |
|  |                             | Cazaquistão                 | 31            |    |           |           |
|  | Cazaquistão                 | Cazaquistão                 | 31            | 29 |           |           |
|  | Cazaquistão                 |                             |               | 29 |           |           |
|  | China                       | 23                          |               |    |           |           |
|  | China                       | 23                          | 23º lugar     |    |           |           |
|  |                             |                             |               |    |           |           |
|  | 9 de dezembro               |                             |               |    |           |           |
|  |                             |                             |               |    |           |           |
|  | Austrália                   | 15                          |               |    |           |           |
|  | Austrália                   | 15                          |               |    |           |           |
|  | China                       | 33                          |               |    |           |           |

#### Semifinais do 21º-24º lugar
| 8 de dezembro de 2019 | Cuba             | 45–25     | Austrália  | Kumamoto Prefectural Gymnasium, Nishi-ku Público: 800 Árbitros: Lemes, Sosa |
| 8 de dezembro de 2019 | Robert, Téllez 7 | (25–16)   | Potocki 10 | Kumamoto Prefectural Gymnasium, Nishi-ku Público: 800 Árbitros: Lemes, Sosa |
| 8 de dezembro de 2019 | 8× 1× 2×         | Relatório | 4× 1×      | Kumamoto Prefectural Gymnasium, Nishi-ku Público: 800 Árbitros: Lemes, Sosa |

| 8 de dezembro de 2019 | Cazaquistão  | 29–23     | China | Kumamoto Prefectural Gymnasium, Nishi-ku Público: 1,000 Árbitros: Antić, Jakovljević |
| 8 de dezembro de 2019 | Rejemetova 8 | (16–15)   | Jin 7 | Kumamoto Prefectural Gymnasium, Nishi-ku Público: 1,000 Árbitros: Antić, Jakovljević |
| 8 de dezembro de 2019 | 1×           | Relatório | 2× 1× | Kumamoto Prefectural Gymnasium, Nishi-ku Público: 1,000 Árbitros: Antić, Jakovljević |

#### Disputa do 23º lugar
| 9 de dezembro de 2019 | Austrália | 15–33     | China   | Park Dome Kumamoto, Higashi-ku Público: 6,920 Árbitros: Lemes, Sosa |
| 9 de dezembro de 2019 | Potocki 9 | (7–17)    | Chen 11 | Park Dome Kumamoto, Higashi-ku Público: 6,920 Árbitros: Lemes, Sosa |
| 9 de dezembro de 2019 | 3× 1×     | Relatório | 4× 2×   | Park Dome Kumamoto, Higashi-ku Público: 6,920 Árbitros: Lemes, Sosa |

#### Disputa do 21º lugar
| 9 de dezembro de 2019 | Cuba             | 33–31     | Cazaquistão | Kumamoto Prefectural Gymnasium, Nishi-ku Público: 1,700 Árbitros: Cheng, Zhou |
| 9 de dezembro de 2019 | Camejo, Toledo 7 | (15–14)   | Khardina 9  | Kumamoto Prefectural Gymnasium, Nishi-ku Público: 1,700 Árbitros: Cheng, Zhou |
| 9 de dezembro de 2019 | 4× 3× 1×         | Relatório | 1×          | Kumamoto Prefectural Gymnasium, Nishi-ku Público: 1,700 Árbitros: Cheng, Zhou |

### Disputa do 17º lugar
|  | Semifinais do 17º-20º lugar    | Semifinais do 17º-20º lugar |               |    | 17º lugar | 17º lugar |
|  |                                |                             |               |    |           |           |
|  | 8 de dezembro                  |                             |               |    |           |           |
|  |                                |                             |               |    |           |           |
|  | Eslovênia                      | 19                          |               |    |           |           |
|  | Eslovênia                      | 19                          | 9 de dezembro |    |           |           |
|  | Brasil                         | 32                          |               |    |           |           |
|  | Brasil                         | 32                          | Brasil        | 22 |           |           |
|  | 8 de dezembro                  |                             | Brasil        | 22 |           |           |
|  |                                | Senegal                     | 18            |    |           |           |
|  | Senegal                        | Senegal                     | 18            | 28 |           |           |
|  | Senegal                        |                             |               | 28 |           |           |
|  | República Democrática do Congo | 23                          |               |    |           |           |
|  | República Democrática do Congo | 23                          | 19º lugar     |    |           |           |
|  |                                |                             |               |    |           |           |
|  | 9 de dezembro                  |                             |               |    |           |           |
|  |                                |                             |               |    |           |           |
|  | Eslovênia                      | 29                          |               |    |           |           |
|  | Eslovênia                      | 29                          |               |    |           |           |
|  | República Democrática do Congo | 27                          |               |    |           |           |

#### Semifinais do 17º-20º lugar
| 8 de dezembro de 2019 | Eslovênia | 19–32     | Brasil         | Kumamoto Prefectural Gymnasium, Nishi-ku Público: 1,100 Árbitros: Lee, Koo |
| 8 de dezembro de 2019 | Gros 5    | (9–18)    | Araújo, Lima 6 | Kumamoto Prefectural Gymnasium, Nishi-ku Público: 1,100 Árbitros: Lee, Koo |
| 8 de dezembro de 2019 | 4×        | Relatório | 1×             | Kumamoto Prefectural Gymnasium, Nishi-ku Público: 1,100 Árbitros: Lee, Koo |

| 8 de dezembro de 2019 | Senegal             | 28–23     | República Democrática do Congo | Kumamoto Prefectural Gymnasium, Nishi-ku Público: 600 Árbitros: Năstase, Stancu |
| 8 de dezembro de 2019 | N'Diaye, Sankharé 6 | (16–9)    | Mwasesa 7                      | Kumamoto Prefectural Gymnasium, Nishi-ku Público: 600 Árbitros: Năstase, Stancu |
| 8 de dezembro de 2019 | 2× 3×               | Relatório | 3× 1×                          | Kumamoto Prefectural Gymnasium, Nishi-ku Público: 600 Árbitros: Năstase, Stancu |

#### Disputa do 19º lugar
| 9 de dezembro de 2019 | Eslovênia | 29–27     | República Democrática do Congo | Kumamoto Prefectural Gymnasium, Nishi-ku Público: 1,900 Árbitros: Belkhiri, Hamidi |
| 9 de dezembro de 2019 | Stanko 13 | (14–13)   | Mwasesa 9                      | Kumamoto Prefectural Gymnasium, Nishi-ku Público: 1,900 Árbitros: Belkhiri, Hamidi |
| 9 de dezembro de 2019 | 3× 2×     | Relatório | 3× 2×                          | Kumamoto Prefectural Gymnasium, Nishi-ku Público: 1,900 Árbitros: Belkhiri, Hamidi |

#### Disputa do 17º lugar
| 9 de dezembro de 2019 | Brasil       | 22–18     | Senegal    | Kumamoto Prefectural Gymnasium, Nishi-ku Público: 600 Árbitros: El-Saied, El-Saied |
| 9 de dezembro de 2019 | Nascimento 4 | (13–9)    | Sankharé 7 | Kumamoto Prefectural Gymnasium, Nishi-ku Público: 600 Árbitros: El-Saied, El-Saied |
| 9 de dezembro de 2019 | 4× 1×        | Relatório | 3×         | Kumamoto Prefectural Gymnasium, Nishi-ku Público: 600 Árbitros: El-Saied, El-Saied |

### Disputa do 13º lugar
|  | Semifinais do 13º-16º lugar | Semifinais do 13º-16º lugar |               |    | 13º lugar | 13º lugar |
|  |                             |                             |               |    |           |           |
|  | 8 de dezembro               |                             |               |    |           |           |
|  |                             |                             |               |    |           |           |
|  | Hungria                     | 34                          |               |    |           |           |
|  | Hungria                     | 34                          | 9 de dezembro |    |           |           |
|  | Argentina                   | 26                          |               |    |           |           |
|  | Argentina                   | 26                          | Hungria       | 21 |           |           |
|  | 8 de dezembro               |                             | Hungria       | 21 |           |           |
|  |                             | França                      | 26            |    |           |           |
|  | Angola                      | França                      | 26            | 17 |           |           |
|  | Angola                      |                             |               | 17 |           |           |
|  | França                      | 28                          |               |    |           |           |
|  | França                      | 28                          | 15º lugar     |    |           |           |
|  |                             |                             |               |    |           |           |
|  | 9 de dezembro               |                             |               |    |           |           |
|  |                             |                             |               |    |           |           |
|  | Argentina                   | 27                          |               |    |           |           |
|  | Argentina                   | 27                          |               |    |           |           |
|  | Angola                      | 30                          |               |    |           |           |

#### Semifinais do 13º-16º lugar
| 8 de dezembro de 2019 | Angola   | 17–28     | França      | Aqua Dome Kumamoto, Minami-ku Público: 3,430 Árbitros: Lončar, Lončar |
| 8 de dezembro de 2019 | Guialo 4 | (9–9)     | Nze Minko 5 | Aqua Dome Kumamoto, Minami-ku Público: 3,430 Árbitros: Lončar, Lončar |
| 8 de dezembro de 2019 | 4× 1×    | Relatório | 3×          | Aqua Dome Kumamoto, Minami-ku Público: 3,430 Árbitros: Lončar, Lončar |

| 8 de dezembro de 2019 | Hungria     | 34–26     | Argentina | Park Dome Kumamoto, Higashi-ku Público: 3,726 Árbitros: Christiansen, Hansen |
| 8 de dezembro de 2019 | Kovacsics 7 | (19–12)   | Karsten 9 | Park Dome Kumamoto, Higashi-ku Público: 3,726 Árbitros: Christiansen, Hansen |
| 8 de dezembro de 2019 | 3×          | Relatório |           | Park Dome Kumamoto, Higashi-ku Público: 3,726 Árbitros: Christiansen, Hansen |

#### Disputa do 15º lugar
| 9 de dezembro de 2019 | Argentina | 27–30     | Angola    | Park Dome Kumamoto, Higashi-ku Público: 6,464 Árbitros: Hizaki, Ikebuchi |
| 9 de dezembro de 2019 | Karsten 6 | (17–13)   | Guialo 11 | Park Dome Kumamoto, Higashi-ku Público: 6,464 Árbitros: Hizaki, Ikebuchi |
| 9 de dezembro de 2019 | 3×        | Relatório | 9× 1×     | Park Dome Kumamoto, Higashi-ku Público: 6,464 Árbitros: Hizaki, Ikebuchi |

#### Disputa do 13º lugar
| 9 de dezembro de 2019 | Hungria  | 21–26     | França      | Park Dome Kumamoto, Higashi-ku Público: 2,920 Árbitros: Alpaidze, Berezkina |
| 9 de dezembro de 2019 | Lukács 7 | (12–12)   | Lacrabère 6 | Park Dome Kumamoto, Higashi-ku Público: 2,920 Árbitros: Alpaidze, Berezkina |
| 9 de dezembro de 2019 | 2× 1×    | Relatório | 3×          | Park Dome Kumamoto, Higashi-ku Público: 2,920 Árbitros: Alpaidze, Berezkina |

## Segunda fase
|  | Semifinal           |
|  | Disputa de 5º lugar |
|  | Disputa de 7º lugar |

Critérios de desempate: 1) pontos; 2) confronto direto; 3) diferença de gols no confronto direto; 4) número de gols feitos no confronto direto; 5) diferença de gols.

### Grupo I
| Pos | Equipe        | Pts | J | V | E | D | GP  | GC  | SG  |
| --- | ------------- | --- | - | - | - | - | --- | --- | --- |
| 1   | Noruega       | 8   | 5 | 4 | 0 | 1 | 146 | 128 | +18 |
| 2   | Países Baixos | 6   | 5 | 3 | 0 | 2 | 153 | 136 | +17 |
| 3   | Sérvia        | 5   | 5 | 2 | 1 | 2 | 139 | 151 | −12 |
| 4   | Alemanha      | 5   | 5 | 2 | 1 | 2 | 135 | 136 | −1  |
| 5   | Dinamarca     | 4   | 5 | 1 | 2 | 2 | 123 | 124 | −1  |
| 6   | Coreia do Sul | 2   | 5 | 0 | 2 | 3 | 144 | 165 | −21 |

| 8 de dezembro de 2019 | Sérvia  | 36–33     | Coreia do Sul | Aqua Dome Kumamoto, Minami-ku Público: 3,450 Árbitros: García, Marín |
| 8 de dezembro de 2019 | Lavko 7 | (21–16)   | Ryu 10        | Aqua Dome Kumamoto, Minami-ku Público: 3,450 Árbitros: García, Marín |
| 8 de dezembro de 2019 | 7× 1×   | Relatório | 4× 1×         | Aqua Dome Kumamoto, Minami-ku Público: 3,450 Árbitros: García, Marín |

| 8 de dezembro de 2019 | Países Baixos | 23–25     | Alemanha | Aqua Dome Kumamoto, Minami-ku Público: 4,020 Árbitros: Bonaventura, Bonaventura |
| 8 de dezembro de 2019 | Dulfer 4      | (12–11)   | Bölk 6   | Aqua Dome Kumamoto, Minami-ku Público: 4,020 Árbitros: Bonaventura, Bonaventura |
| 8 de dezembro de 2019 | 4×            | Relatório | 1×       | Aqua Dome Kumamoto, Minami-ku Público: 4,020 Árbitros: Bonaventura, Bonaventura |

| 8 de dezembro de 2019 | Noruega        | 22–19     | Dinamarca         | Aqua Dome Kumamoto, Minami-ku Público: 1,890 Árbitros: Alpaidze, Berezkina |
| 8 de dezembro de 2019 | Hegh Arntzen 5 | (12–9)    | Grigel, Højlund 4 | Aqua Dome Kumamoto, Minami-ku Público: 1,890 Árbitros: Alpaidze, Berezkina |
| 8 de dezembro de 2019 | 4× 1×          | Relatório | 3× 2×             | Aqua Dome Kumamoto, Minami-ku Público: 1,890 Árbitros: Alpaidze, Berezkina |

| 9 de dezembro de 2019 | Alemanha             | 28–29     | Sérvia   | Aqua Dome Kumamoto, Minami-ku Público: 5,090 Árbitros: Năstase, Stancu |
| 9 de dezembro de 2019 | Berger, Minevskaja 6 | (17–19)   | Cvijić 7 | Aqua Dome Kumamoto, Minami-ku Público: 5,090 Árbitros: Năstase, Stancu |
| 9 de dezembro de 2019 | 5× 1×                | Relatório | 5× 2× 1× | Aqua Dome Kumamoto, Minami-ku Público: 5,090 Árbitros: Năstase, Stancu |

| 9 de dezembro de 2019 | Dinamarca | 27–24     | Países Baixos     | Aqua Dome Kumamoto, Minami-ku Público: 2,200 Árbitros: García, Marín |
| 9 de dezembro de 2019 | Hansen 5  | (14–9)    | Polman, Snelder 5 | Aqua Dome Kumamoto, Minami-ku Público: 2,200 Árbitros: García, Marín |
| 9 de dezembro de 2019 | 6× 3×     | Relatório | 4× 1×             | Aqua Dome Kumamoto, Minami-ku Público: 2,200 Árbitros: García, Marín |

| 9 de dezembro de 2019 | Coreia do Sul | 25–36     | Noruega   | Aqua Dome Kumamoto, Minami-ku Público: 2,120 Árbitros: Bonaventura, Bonaventura |
| 9 de dezembro de 2019 | Ryu 7         | (10–20)   | Oftedal 7 | Aqua Dome Kumamoto, Minami-ku Público: 2,120 Árbitros: Bonaventura, Bonaventura |
| 9 de dezembro de 2019 | 3× 1×         | Relatório | 2×        | Aqua Dome Kumamoto, Minami-ku Público: 2,120 Árbitros: Bonaventura, Bonaventura |

| 11 de dezembro de 2019 | Países Baixos | 40–33     | Coreia do Sul | Aqua Dome Kumamoto, Minami-ku Público: 5,070 Árbitros: Năstase, Stancu |
| 11 de dezembro de 2019 | Abbingh 11    | (23–16)   | Ryu 9         | Aqua Dome Kumamoto, Minami-ku Público: 5,070 Árbitros: Năstase, Stancu |
| 11 de dezembro de 2019 | 7× 1×         | Relatório | 2× 1×         | Aqua Dome Kumamoto, Minami-ku Público: 5,070 Árbitros: Năstase, Stancu |

| 11 de dezembro de 2019 | Sérvia      | 26–26     | Dinamarca      | Aqua Dome Kumamoto, Minami-ku Público: 3,080 Árbitros: García, Marín |
| 11 de dezembro de 2019 | Pop-Lazić 6 | (14–11)   | S. Jørgensen 6 | Aqua Dome Kumamoto, Minami-ku Público: 3,080 Árbitros: García, Marín |
| 11 de dezembro de 2019 | 6× 1×       | Relatório | 2×             | Aqua Dome Kumamoto, Minami-ku Público: 3,080 Árbitros: García, Marín |

| 11 de dezembro de 2019 | Noruega         | 32–29     | Alemanha | Aqua Dome Kumamoto, Minami-ku Público: 3,520 Árbitros: Alpaidze, Berezkina |
| 11 de dezembro de 2019 | Brattset Dale 6 | (17–16)   | Bölk 6   | Aqua Dome Kumamoto, Minami-ku Público: 3,520 Árbitros: Alpaidze, Berezkina |
| 11 de dezembro de 2019 | 2×              | Relatório | 2× 1×    | Aqua Dome Kumamoto, Minami-ku Público: 3,520 Árbitros: Alpaidze, Berezkina |

### Grupo II
| Pos | Equipe     | Pts | J | V | E | D | GP  | GC  | SG  |
| --- | ---------- | --- | - | - | - | - | --- | --- | --- |
| 1   | Rússia     | 10  | 5 | 5 | 0 | 0 | 161 | 117 | +44 |
| 2   | Espanha    | 7   | 5 | 3 | 1 | 1 | 145 | 137 | +8  |
| 3   | Montenegro | 6   | 5 | 3 | 0 | 2 | 137 | 137 | 0   |
| 4   | Suécia     | 5   | 5 | 2 | 1 | 2 | 141 | 132 | +9  |
| 5   | Japão      | 2   | 5 | 1 | 0 | 4 | 143 | 150 | −7  |
| 6   | Romênia    | 0   | 5 | 0 | 0 | 5 | 102 | 156 | −54 |

| 8 de dezembro de 2019 | Romênia | 18–27     | Rússia                     | Park Dome Kumamoto, Higashi-ku Público: 5,870 Árbitros: García, Paolantoni |
| 8 de dezembro de 2019 | Neagu 5 | (10–10)   | Bobrovnikova, Vyakhireva 5 | Park Dome Kumamoto, Higashi-ku Público: 5,870 Árbitros: García, Paolantoni |
| 8 de dezembro de 2019 | 3× 1×   | Relatório | 4× 2×                      | Park Dome Kumamoto, Higashi-ku Público: 5,870 Árbitros: García, Paolantoni |

| 8 de dezembro de 2019 | Montenegro  | 30–26     | Japão    | Park Dome Kumamoto, Higashi-ku Público: 7,356 Árbitros: Belkhiri, Hamidi |
| 8 de dezembro de 2019 | Radičević 8 | (14–11)   | Fujita 7 | Park Dome Kumamoto, Higashi-ku Público: 7,356 Árbitros: Belkhiri, Hamidi |
| 8 de dezembro de 2019 | 3× 1×       | Relatório | 3× 2×    | Park Dome Kumamoto, Higashi-ku Público: 7,356 Árbitros: Belkhiri, Hamidi |

| 8 de dezembro de 2019 | Espanha  | 28–28     | Suécia            | Park Dome Kumamoto, Higashi-ku Público: 2,132 Árbitros: Lah, Sok |
| 8 de dezembro de 2019 | Cabral 6 | (14–8)    | Hagman, Mässing 8 | Park Dome Kumamoto, Higashi-ku Público: 2,132 Árbitros: Lah, Sok |
| 8 de dezembro de 2019 | 7× 2× 1× | Relatório | 3× 2×             | Park Dome Kumamoto, Higashi-ku Público: 2,132 Árbitros: Lah, Sok |

| 10 de dezembro de 2019 | Rússia        | 35–28     | Montenegro  | Park Dome Kumamoto, Higashi-ku Público: 6,338 Árbitros: Krichen, Makhlouf |
| 10 de dezembro de 2019 | Managarova 12 | (17–16)   | Radičević 8 | Park Dome Kumamoto, Higashi-ku Público: 6,338 Árbitros: Krichen, Makhlouf |
| 10 de dezembro de 2019 | 5× 1×         | Relatório | 7× 2×       | Park Dome Kumamoto, Higashi-ku Público: 6,338 Árbitros: Krichen, Makhlouf |

| 10 de dezembro de 2019 | Japão    | 31–33     | Espanha | Park Dome Kumamoto, Higashi-ku Público: 3,428 Árbitros: Kuttler, Merz |
| 10 de dezembro de 2019 | Ohyama 6 | (13–17)   | Pena 7  | Park Dome Kumamoto, Higashi-ku Público: 3,428 Árbitros: Kuttler, Merz |
| 10 de dezembro de 2019 | 4× 3×    | Relatório | 5× 2×   | Park Dome Kumamoto, Higashi-ku Público: 3,428 Árbitros: Kuttler, Merz |

| 10 de dezembro de 2019 | Suécia      | 34–22     | Romênia          | Park Dome Kumamoto, Higashi-ku Público: 1,980 Árbitros: Lemes, Sosa |
| 10 de dezembro de 2019 | Mellegård 7 | (14–9)    | três jogadoras 4 | Park Dome Kumamoto, Higashi-ku Público: 1,980 Árbitros: Lemes, Sosa |
| 10 de dezembro de 2019 | 4× 1×       | Relatório | 3× 1×            | Park Dome Kumamoto, Higashi-ku Público: 1,980 Árbitros: Lemes, Sosa |

| 11 de dezembro de 2019 | Espanha  | 26–36     | Rússia    | Park Dome Kumamoto, Higashi-ku Público: 6,281 Árbitros: Bonaventura, Bonaventura |
| 11 de dezembro de 2019 | Cabral 6 | (12–16)   | Frolova 9 | Park Dome Kumamoto, Higashi-ku Público: 6,281 Árbitros: Bonaventura, Bonaventura |
| 11 de dezembro de 2019 | 1×       | Relatório | 2×        | Park Dome Kumamoto, Higashi-ku Público: 6,281 Árbitros: Bonaventura, Bonaventura |

| 11 de dezembro de 2019 | Romênia               | 20–37     | Japão    | Park Dome Kumamoto, Higashi-ku Público: 3,962 Árbitros: Belkhiri, Hamidi |
| 11 de dezembro de 2019 | Perianu, Udriștioiu 4 | (8–18)    | Sasaki 8 | Park Dome Kumamoto, Higashi-ku Público: 3,962 Árbitros: Belkhiri, Hamidi |
| 11 de dezembro de 2019 | 3× 1×                 | Relatório |          | Park Dome Kumamoto, Higashi-ku Público: 3,962 Árbitros: Belkhiri, Hamidi |

| 11 de dezembro de 2019 | Montenegro   | 26–23     | Suécia  | Park Dome Kumamoto, Higashi-ku Público: 1,926 Árbitros: García, Paolantoni |
| 11 de dezembro de 2019 | Mehmedović 7 | (12–12)   | Blohm 7 | Park Dome Kumamoto, Higashi-ku Público: 1,926 Árbitros: García, Paolantoni |
| 11 de dezembro de 2019 | 2× 3×        | Relatório | 4×      | Park Dome Kumamoto, Higashi-ku Público: 1,926 Árbitros: García, Paolantoni |

## Fase final

### Confrontos
|  | Semifinais     | Semifinais    |                |    | Final | Final |
|  |                |               |                |    |       |       |
|  | 13 de dezembro |               |                |    |       |       |
|  |                |               |                |    |       |       |
|  | Noruega        | 22            |                |    |       |       |
|  | Noruega        | 22            | 15 de dezembro |    |       |       |
|  | Espanha        | 28            |                |    |       |       |
|  | Espanha        | 28            | Espanha        | 29 |       |       |
|  | 13 de dezembro |               | Espanha        | 29 |       |       |
|  |                | Países Baixos | 30             |    |       |       |
|  | Rússia         | Países Baixos | 30             | 32 |       |       |
|  | Rússia         |               |                | 32 |       |       |
|  | Países Baixos  | 33            |                |    |       |       |
|  | Países Baixos  | 33            | Terceiro lugar |    |       |       |
|  |                |               |                |    |       |       |
|  | 15 de dezembro |               |                |    |       |       |
|  |                |               |                |    |       |       |
|  | Noruega        | 28            |                |    |       |       |
|  | Noruega        | 28            |                |    |       |       |
|  | Rússia         | 33            |                |    |       |       |

### Semifinals
| 13 de dezembro de 2019 | Rússia        | 32–33     | Países Baixos | Park Dome Kumamoto, Higashi-ku Público: 4,240 Árbitros: Bonaventura, Bonaventura |
| 13 de dezembro de 2019 | Vyakhireva 11 | (16–16)   | Polman 9      | Park Dome Kumamoto, Higashi-ku Público: 4,240 Árbitros: Bonaventura, Bonaventura |
| 13 de dezembro de 2019 | 3× 2×         | Relatório | 3×            | Park Dome Kumamoto, Higashi-ku Público: 4,240 Árbitros: Bonaventura, Bonaventura |

| 13 de dezembro de 2019 | Noruega | 22–28     | Espanha  | Park Dome Kumamoto, Higashi-ku Público: 4,261 Árbitros: Alpaidze, Berezkina |
| 13 de dezembro de 2019 | Aune 5  | (13–13)   | Cabral 7 | Park Dome Kumamoto, Higashi-ku Público: 4,261 Árbitros: Alpaidze, Berezkina |
| 13 de dezembro de 2019 | 3×      | Relatório | 5× 2×    | Park Dome Kumamoto, Higashi-ku Público: 4,261 Árbitros: Alpaidze, Berezkina |

### Disputa do 7º lugar
| 13 de dezembro de 2019 | Alemanha | 24–35     | Suécia    | Park Dome Kumamoto, Higashi-ku Público: 6,860 Árbitros: García, Marín |
| 13 de dezembro de 2019 | Stolle 6 | (13–18)   | Gulldén 7 | Park Dome Kumamoto, Higashi-ku Público: 6,860 Árbitros: García, Marín |
| 13 de dezembro de 2019 | 2× 1×    | Relatório | 1×        | Park Dome Kumamoto, Higashi-ku Público: 6,860 Árbitros: García, Marín |

### Disputa do 5º lugar
| 13 de dezembro de 2019 | Sérvia        | 26–28     | Montenegro            | Park Dome Kumamoto, Higashi-ku Público: 5,690 Árbitros: Belkhiri, Hamidi |
| 13 de dezembro de 2019 | Stoiljković 6 | (12–13)   | Raičević, Ramusović 4 | Park Dome Kumamoto, Higashi-ku Público: 5,690 Árbitros: Belkhiri, Hamidi |
| 13 de dezembro de 2019 | 1×            | Relatório | 4× 3×                 | Park Dome Kumamoto, Higashi-ku Público: 5,690 Árbitros: Belkhiri, Hamidi |

### Disputa do 3º lugar
| 15 de dezembro de 2019 | Noruega                 | 28–33     | Rússia       | Park Dome Kumamoto, Higashi-ku Público: 8,664 Árbitros: García, Marín |
| 15 de dezembro de 2019 | Hegh Arntzen, Oftedal 7 | (15–18)   | Vyakhireva 9 | Park Dome Kumamoto, Higashi-ku Público: 8,664 Árbitros: García, Marín |
| 15 de dezembro de 2019 | 4× 1×                   | Relatório | 4×           | Park Dome Kumamoto, Higashi-ku Público: 8,664 Árbitros: García, Marín |

### Final
| 15 de dezembro de 2019 | Espanha  | 29–30     | Países Baixos | Park Dome Kumamoto, Higashi-ku Público: 9,624 Árbitros: Bonaventura, Bonaventura |
| 15 de dezembro de 2019 | Cabral 7 | (13–16)   | Polman 9      | Park Dome Kumamoto, Higashi-ku Público: 9,624 Árbitros: Bonaventura, Bonaventura |
| 15 de dezembro de 2019 | 1× 2× 1× | Relatório | 3× 2×         | Park Dome Kumamoto, Higashi-ku Público: 9,624 Árbitros: Bonaventura, Bonaventura |

## Classificação final
| Rank | Team                           |
| ---- | ------------------------------ |
| 1    | Países Baixos                  |
| 2    | Espanha                        |
| 3    | Rússia                         |
| 4    | Noruega                        |
| 5    | Montenegro                     |
| 6    | Sérvia                         |
| 7    | Suécia                         |
| 8    | Alemanha                       |
| 9    | Dinamarca                      |
| 10   | Japão                          |
| 11   | Coreia do Sul                  |
| 12   | Romênia                        |
| 13   | França                         |
| 14   | Hungria                        |
| 15   | Angola                         |
| 16   | Argentina                      |
| 17   | Brasil                         |
| 18   | Senegal                        |
| 19   | Eslovênia                      |
| 20   | República Democrática do Congo |
| 21   | Cuba                           |
| 22   | Cazaquistão                    |
| 23   | China                          |
| 24   | Austrália                      |

|  | Qualificadas para os Jogos Olímpicos de Verão de 2020                                                                    |
|  | Qualificadas para os Jogos Olímpicos de Verão de 2020 por meio de outras competições                                     |
|  | Qualificadas para as qualificatórias para o handebol nos Jogos Olímpicos de Verão de 2020                                |
|  | Qualificadas para as qualificatórias para o handebol nos Jogos Olímpicos de Verão de 2020 por meio de outras competições |

| Campeãs Mundiais Femininas de 2019 · Holanda · Primeiro título Elenco: Jessy Kramer, Laura van der Heijden, Debbie Bont, Lois Abbingh, Larissa Nusser, Danick Snelder, Bo van Wetering, Delaila Amega, Kelly Dulfer, Merel Freriks, Inger Smits, Martine Smeets, Angela Malestein, Rinka Duijndam, Tess Wester, Annick Lipman, Dione Housheer, Estavana Polman. · Treinador: Emmanuel Mayonnade. |

| Posição               | Jogadora                 |
| --------------------- | ------------------------ |
| Jogadora mais valiosa | Estavana Polman (NED)    |
| Goleira               | Tess Wester (NED)        |
| Ponta direita         | Jovanka Radičević (MNE)  |
| Armadora direita      | Anna Vyakhireva (RUS)    |
| Armadora central      | Estavana Polman (NED)    |
| Armadora esquerda     | Alexandrina Cabral (ESP) |
| Ponta esquerda        | Camilla Herrem (NOR)     |
| Pivô                  | Linn Blohm (SWE)         |

## Estatísticas
| Pos. | Nome                 | Equipe        | Gols | Arremessos | %  |
| ---- | -------------------- | ------------- | ---- | ---------- | -- |
| 1    | Lois Abbingh         | Países Baixos | 71   | 114        | 62 |
| 2    | Ryu Eun-hee          | Coreia do Sul | 69   | 114        | 61 |
| 3    | Tjaša Stanko         | Eslovênia     | 62   | 98         | 63 |
| 4    | Alexandrina Cabral   | Espanha       | 60   | 95         | 63 |
| 5    | Estavana Polman      | Países Baixos | 58   | 107        | 54 |
| 5    | Jovanka Radičević    | Montenegro    | 58   | 82         | 71 |
| 7    | Stine Bredal Oftedal | Noruega       | 51   | 82         | 62 |
| 8    | Cristina Neagu       | Romênia       | 49   | 82         | 60 |
| 9    | Yaroslava Frolova    | Rússia        | 48   | 69         | 70 |
| 10   | Sally Potocki        | Austrália     | 47   | 100        | 47 |

| Pos. | Nome               | Equipe    | %  | Defesas | Arremessos |
| ---- | ------------------ | --------- | -- | ------- | ---------- |
| 1    | Catherine Gabriel  | França    | 42 | 34      | 81         |
| 2    | Victoriya Kalinina | Rússia    | 39 | 42      | 107        |
| 2    | Sandra Toft        | Dinamarca | 39 | 90      | 229        |
| 4    | Hatadou Sako       | Senegal   | 37 | 85      | 228        |
| 5    | Dinah Eckerle      | Alemanha  | 36 | 103     | 290        |
| 6    | Blanka Bíró        | Hungria   | 35 | 43      | 123        |
| 6    | Amandine Leynaud   | França    | 35 | 46      | 133        |
| 6    | Silje Solberg      | Noruega   | 35 | 113     | 321        |
| 9    | Bárbara Arenhart   | Brasil    | 34 | 49      | 146        |
| 9    | Filippa Idéhn      | Suécia    | 34 | 88      | 256        |

### Melhores assistentes
| Pos. | Nome                 | Equipe        | Assistências |
| ---- | -------------------- | ------------- | ------------ |
| 1    | Anna Vyakhireva      | Rússia        | 62           |
| 2    | Milena Raičević      | Montenegro    | 51           |
| 3    | Stine Bredal Oftedal | Noruega       | 47           |
| 4    | Estavana Polman      | Países Baixos | 43           |
| 5    | Emilie Hegh Arntzen  | Noruega       | 40           |
| 5    | Yui Sunami           | Japão         | 40           |
| 7    | Kristina Liščević    | Sérvia        | 37           |
| 8    | Alexandrina Cabral   | Espanha       | 33           |
| 9    | Jelena Lavko         | Sérvia        | 31           |
| 9    | Ryu Eun-hee          | Coreia do Sul | 31           |

Fonte: IHF